# إدموند كارتر (لاعب كريكت)
إدموند كارتر (3 فبراير 1845 في المملكة المتحدة - 23 مايو 1923 في المملكة المتحدة) (بالإنجليزية: Edmund Carter)‏ هو مجدف ولاعب كريكت أسترالي.

## وصلات خارجية
- إدموند كارتر على موقع إي آس بي آن كريك إنفو (الإنجليزية)